# FMA AeC.2
FMA AeC.2 là một loại máy bay thông dụng chế tạo tại Argentina vào đầu thập niên 1930, nó còn được chế tạo làm máy bay huấn luyện và thám sát quân sự dưới các tên định danh AeME.1, AeMO.1, AeMOe.1 à AeMOe.2. Thiết kế của AeC.2 bắt nguồn từ loại máy bay AeC.1, nhưng thay vì buồng lái kín như của AeC.1 thì AeC.2 lại có buồng lái mở kiểu trước sau. Chỉ có 2 chiếc AeC.2 dân sự, 7 chiếc huấn luyện AeME.1 được chế tạo. 6 chiếc AeME.1 và 1 chiếc AeC.2 đã tham gia một tua du lịch công khai đường dài của Brazil như một phần của phi đội "Sol de Mayo".

## Biến thể
- AeC.2 (Civil) – phiên bản dân sự (2 chiếc)
- AeME.1 (Militar de Entrenamiento) – máy bay huấn luyện quân sự (7 chiếc)
- AeMO.1 (Militar de Observación) – máy bay thám sát quân sự (41 chiếc)
- AeMOe.1 (Militar de Observación y Entrenamiento) – máy bay huấn luyện và thám sát quân sự (6 chiếc)
- AeMOe.2 – máy bay huấn luyện và thám sát quân sự (61 chiếc)
- AeMS.1 - (Militar de Sanitario) – máy bay cứu thương quân sự (1 chiếc)

## Tính năng kỹ chiến thuật (AeME.1)
Đặc điểm tổng quát
- Kíp lái: 2
- Chiều dài: 7.90 m (25 ft 11 in)
- Sải cánh: 12.00 m (39 ft 4 in)
- Chiều cao: 2.70 m (8 ft 10 in)
- Diện tích cánh: 16.9 m2 (182 ft2)
- Trọng lượng rỗng: 650 kg (1.430 lb)
- Trọng lượng có tải: 1.130 kg (2.490 lb)
- Powerplant: 1 × Wright R-760, 180 kW (240 hp)

Hiệu suất bay
- Vận tốc cực đại: 220 km/h (140 mph)
- Tầm bay: 1.500 km (930 dặm)
- Trần bay: 5.000 m (16.400 ft)
- Vận tốc lên cao: 4.2 m/s (820 ft/phút)